# 盖勒吉利耶省
盖勒吉利耶省是巴勒斯坦国西岸地区十一省之一，位于巴勒斯坦国西岸地区西部边境。面积166平方公里，人口72,007。首府盖勒吉利耶，人口31,772。